# Błudniki (gmina)
Błudniki – dawna gmina wiejska w powiecie stanisławowskim województwa stanisławowskiego II Rzeczypospolitej. Siedzibą gminy były Błudniki.
Gminę utworzono 1 sierpnia 1934 r. w ramach reformy na podstawie ustawy scaleniowej z dotychczasowych gmin wiejskich: Błudniki, Dorohów, Kołodziejów, Kryłos, Kurypów, Ostrów, Perłowce, Pukasowce, Siedliska, Sobotów, Św. Stanisław, Temerowce i Załukiew.
Pod okupacją część gminy weszła w skład nowej gminy Halicz.
Po II wojnie światowej obszar gminy został odłączony od Polski i włączony do Ukraińskiej SRR.